# Cincinnati Kings
Die Cincinnati Kings waren ein amerikanisches Fußballteam aus Cincinnati (Ohio). Es wurde 2005 gegründet und spielte in der USL Premier Development League, der vierthöchsten Liga im nordamerikanischen Fußball.
Die Kings gehörten Yacoub Abdallahi, einem Unternehmer aus Nordafrika, der an der Northern Kentucky University seinen Abschluss machte und dort auch Fußball spielte. Abdallahi hatte bekannt gegeben, dass der Verein zwar Geld verliert, aber dass die Umgebung einen Fußballverein braucht.
Die Kings spielten von 2005 bis 2007 in der Profiliga USL Second Division und zogen sich zur Saison 2008 in den Amateurbereich in die USL Premier Development League zurück. Die Play-offs erreichte der Klub das einzige Mal 2006 und scheiterte dort im Halbfinale an den Richmond Kickers.